# NGC 4487
NGC 4487 је спирална галаксија у сазвежђу Девица која се налази на NGC листи објеката дубоког неба.
Деклинација објекта је - 8° 3' 13" а ректасцензија 12h 31m 4,3s. Привидна величина (магнитуда) објекта NGC 4487 износи 11,0 а фотографска магнитуда 11,7. Налази се на удаљености од 19,9000 милиона парсека од Сунца. NGC 4487 је још познат и под ознакама MCG -1-32-21, IRAS 12285-0746, PGC 41399.